# فرنسيس كسفاريوس
فرنسيس كسفاريوس (بالإسبانية: Francisco Javier)، ولد بتاريخ 7 أبريل 1506 في بلدة خافيير الواقعة في نافارا في إقليم الباسك، وتوفي بتاريخ 3 ديسمبر 1552 عن 46 عاماً في الصين. كان مرسلاً كاثوليكياً وأحد مؤسسي الرهبنة اليسوعية، وبحسب الموسوعة الكاثوليكية فإن فرنسيس كسفاريوس يعد واحد من بين أعظم من بشر بالديانة المسيحية منذ عهد رسل المسيح، وذلك بسبب الأعداد الكبيرة التي تمكن من جذبها لهذه الديانة.
كرّس حياته لحمل عمل هذه الرهبانية الجديدة إلى المستعمرات الإسبانية والبرتغالية في الشرق، وبين عام 1540 و1522 بشّر وعمل في غوا. وفي جزر الملوك، وسيلان واليابان، وماكاو أسس إرساليات، وهدى آلاف السكان الأصليين إلى المذهب الجديد.

## حياته

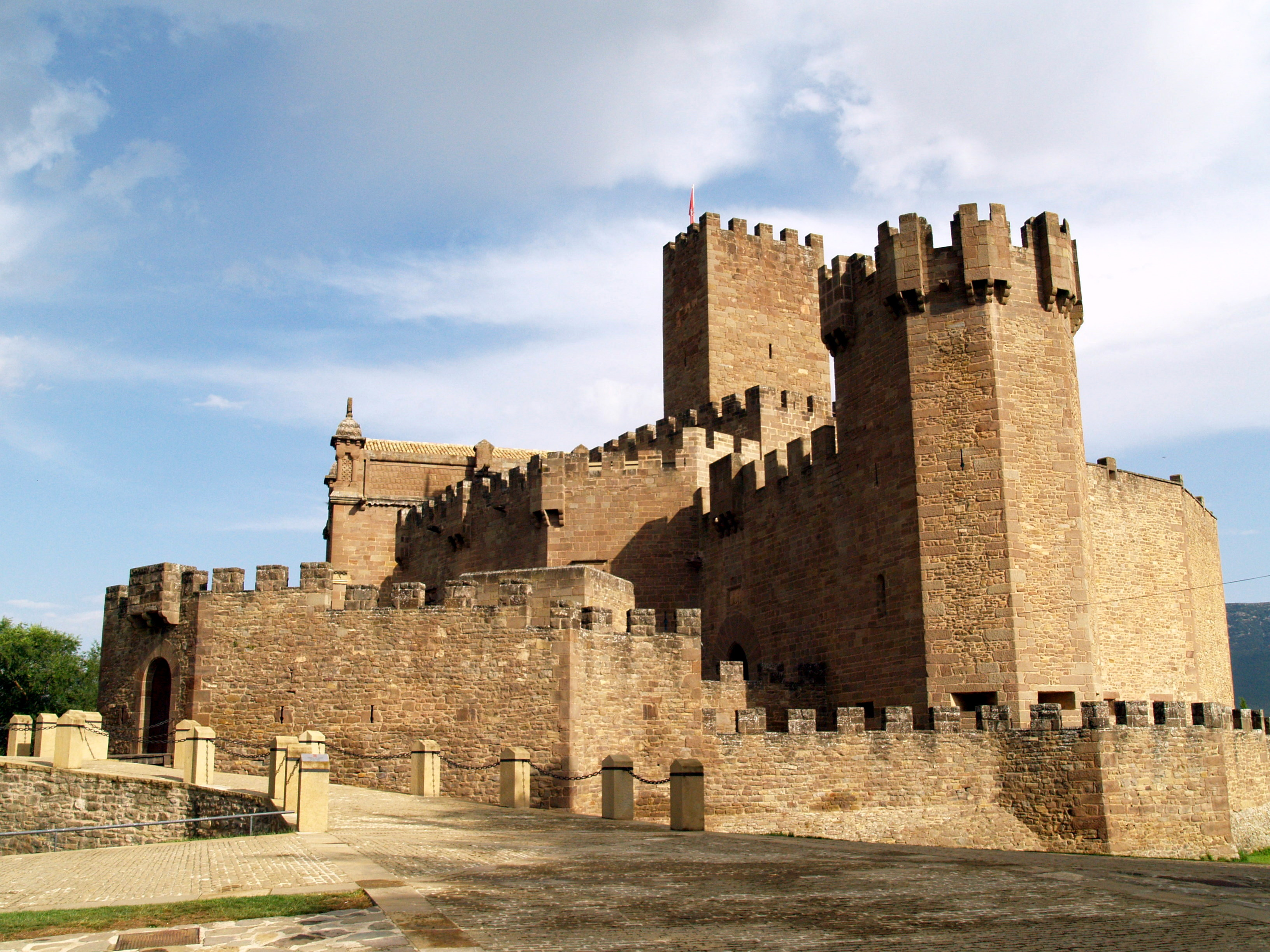
قلعة أسرة فرنسيس كسفاريوس.

ولد فرنسيس في عائلة نبيلة من الباسك، وولد في قلعة كسفاريوس الملكيَّة، في مملكة نبرة، في 7 أبريل من عام 1506 وفقًا لسجل العائلة. وكان الابن الأصغر لجوان دي جاسو أتوندو، مندوب الأمير في قلعة كسفاريوس، والذي كان ينتمي إلى عائلة نيلة مزدهرة واكتسب لقب الدكتوراه في القانون من جامعة بولونيا. وكانت لغته الأم اللغة البشكنشية والرومانسية. وأصبح جوان في وقت لاحق مستشارًا خاصًا ووزير المالية لخوان الثالث ملك نافارا. وكانت والدة فرانسيس دونا ماريا دي آسبيلكويتا ي أزناريز، وهي الوريثة الوحيدة لعائلتين نافاريتين نبيلة. وكان من خلالها مرتبطًا بالعالم الديني والفيلسوف مارتن دي آسبيلكويتا.
تعلم فرنسيس كسفاريوس في جامعة باريس حيث التقى خلال فترة دراسته فيها بإغناطيوس دي لويولا وأصبح أحد أول سبعة أعضاء في الرهبنة اليسوعية. في عام 1530، حصل فرانسيس كسفاريوس على درجة الماجستير في الآداب، ثم درس الفلسفة الأرسطية في كلية بوفيس التابعة لجامعة باريس. ورسم كاهناً عام 1537 وفي عام 1542 بدء رحلة تبشيرية في الهند دامت ثلاث سنوات. عام 1545 أسس إرسالية في أرخبيل الملايو، وفي عام 1549 سافر إلى اليابان ليكون أول من يدخل المسيحية إليها بشكل نظامي من خلال إقامته في هيرادو، ياماغوتشي، وبونغو. عاد إلى الهند عام 1551 وتوفي في العام التالي وهو على عتبات الصين.

### العمل التبشيري

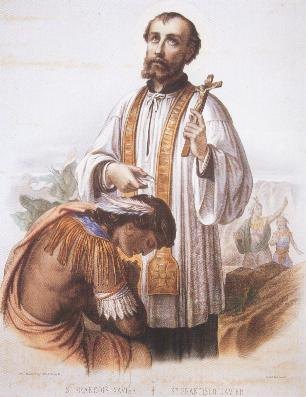
تحويل البارافار للمسيحية على يد فرنسيس كسفاريوس في جنوب الهند.

في 15 أغسطس من عام 1534، التقى فرنسيس كسفاريوس سبعة طلاب في سرداب أسفل كنيسة سانت دينيس، على تل مونمارتر، والذي يطل على باريس. وكان من بين الطلاب كل من فرانسيس وإغناطيوس دي لويولا وألفونسو سالميرون ودييجو لاينز ونيكولاس بوباديلا من إسبانيا وبيتر فابر من سافوي وسيماو رودريغز من البرتغال. وقاموا بالقسم الخاص بالفقر والعفة والطاعة للبابا، وتعهدوا أيضًا بالذهاب إلى الأراضي المقدسة لتحويل غير الكاثوليك. وبدأ فرانسيس دراسته في علم اللاهوت عام 1534 وتم تكريسه في 24 يونيو من عام 1537. وفي عام 1539، بعد مناقشات طويلة، وضع إغناطيوس دي لويولا صيغة لنظام ديني جديد، وهي جمعية يسوع أو كما عرفوا باسم اليسوعيون. ووافق البابا بولس الثالث على خطة اغناطيوس للطلب في عام 1540.
في عام 1540، طلب بيدرو ماسكارينهاس من جواو الثالث ملك البرتغال، وهو السفير البرتغالي لدى الكرسي الرسولي، أن يطلب من المبشرين اليسوعيين نشر الإيمان الكاثوليكي بممتلكاته الجديدة في الهند، حيث اعتقد الملك أن القيم المسيحية تتآكل بين البرتغاليين. بعد مناشدات متتالية للبابا طلب مبشرين من جزر الهند الشرقية بموجب اتفاق، حيث شجع ديوجو دي جوفيا، رئيس جامعة كوليج سانت باربي، جواو الثالث ملك البرتغال على تعيين وتوظيف الطلاب الذين تخرجوا حديثًا والذي من شأنه أن ينشئ جمعية يسوع.
عين اغناطيوس نيكولاس بوباديلا وسيمو رودريغز على الفور. في اللحظة الأخيرة، أصيب بوباديلا بمرض خطير. مع بعض التردد وعدم الارتياح، طلب اغناطيوس من فرانسيس أن يذهب بدلاً من بوباديلا. وهكذا، بدأ فرنسيس كسفاريوس حياته كأول مبشر يسوعي بطريق الخطأ تقريبًا. وبعد مغادرته روما في 15 مارس من عام 1540، في قطار السفير، وأخذ فرانسيس معه كتابًا كتابيًا وكتاب تعليم الكنيسة الكاثوليكية وكتاب للكاتب الإنساني الكرواتي ماركو ماروليتش، وهو كتابًا لاتينيًا أصبح مشهورًا خلال حقبة الإصلاح المضاد. ووصل فرانسيس إلى لشبونة في يونيو من عام 1540، وبعد أربعة أيام من وصوله، تم استدعائه هو ورودريغز إلى لقاء خاص مع الملك والملكة.
كرس فرنسيس كسفاريوس معظم حياته لمهمات تبشيرية في آسيا، لا سّيما في أربعة مراكز: ملقا، وجزيرة أمبون وتيرنيت، واليابان والصين. وتشير معلوماته المتنامية حول أماكن جديدة إلى أنه كان عليه أن يذهب إلى ما فهمه مراكز نفوذ للمنطقة بأسرها. وكانت اليابان جذابة بشكل خاص بسبب ثقافتها. بالنسبة له، كانت هذه المناطق مترابطة. ولا يمكن التبشير فيها بشكل منفصل. ويُعتقد بأن كسفاريوس قد تمكن من تعميد 30,000 شخص بنفسه في المناطق التي وصلت إليها إرساليته، ويعزى نجاحه في مجال التبشير لتبنيه للثقافات المحلية للشعوب التي مر عليها. عام 1927 سمي فرنسيس كسفاريوس شفيعاً للمرسلين.

### محاكم تفتيش غوا
في عام 1542، تم تعيين مارتن ألفونسو كمدير جديد للمستعمرات الآسيوية في البرتغال، ووصل إلى غوا مع فرانسيس كسفاريوس، والذي يعتبر شخصية مؤثرة في تاريخ محاكم التفتيش في جوا. شارك كسفاريوس في تأسيس «مجتمع يسوع»، المصدر الرئيسي للمبشرين الذين قاموا بتنفيذ محاكم التفتيش. علاوة على ذلك، في رسالة بتاريخ 16 مايو 1546 إلى الملك جواو الثالث ملك البرتغال، طلب كسفاريوس من الملك بدء محاكم التفتيش في غوا. تعارضت توصية كسفاريوس عن محاكم التفتيش مع كتاباته السابقة في 1543 حيث كان قد أشاد بغوا للغاية. بحلول عام 1548، أنشأ المستعمرون البرتغاليون أربعة عشر كنيسة في غوا، وتلقى خطاب كسفاريوس الذي يطلب من الملك بدء محاكم التفتيش في غوا ردا إيجابيا في عام 1560، بعد ثماني سنوات من وفاته. ذكر المؤرخ تيوتونيو دي سوزا أن فرانسيس كسفاريوس وسيمو رودريغز -وهو مؤسس آخر لمجتمع يسوع- كانا معا في لشبونة قبل مغادرة فرانسيس إلى الهند. طُلب من كليهما مساعدة سجناء محاكم التفتيش روحياً وكانا حاضرين في أول حدث «أوتو دا في» احتُفل به في البرتغال في سبتمبر 1540، وتم فيه إخلاء سبيل 23 وحُكم على اثنين بالحرق، بما في ذلك رجل دين فرنسي. وبالتالي، يعتقد أن كسفاريوس كان على دراية بوحشية محاكم التفتيش.

## الإرث

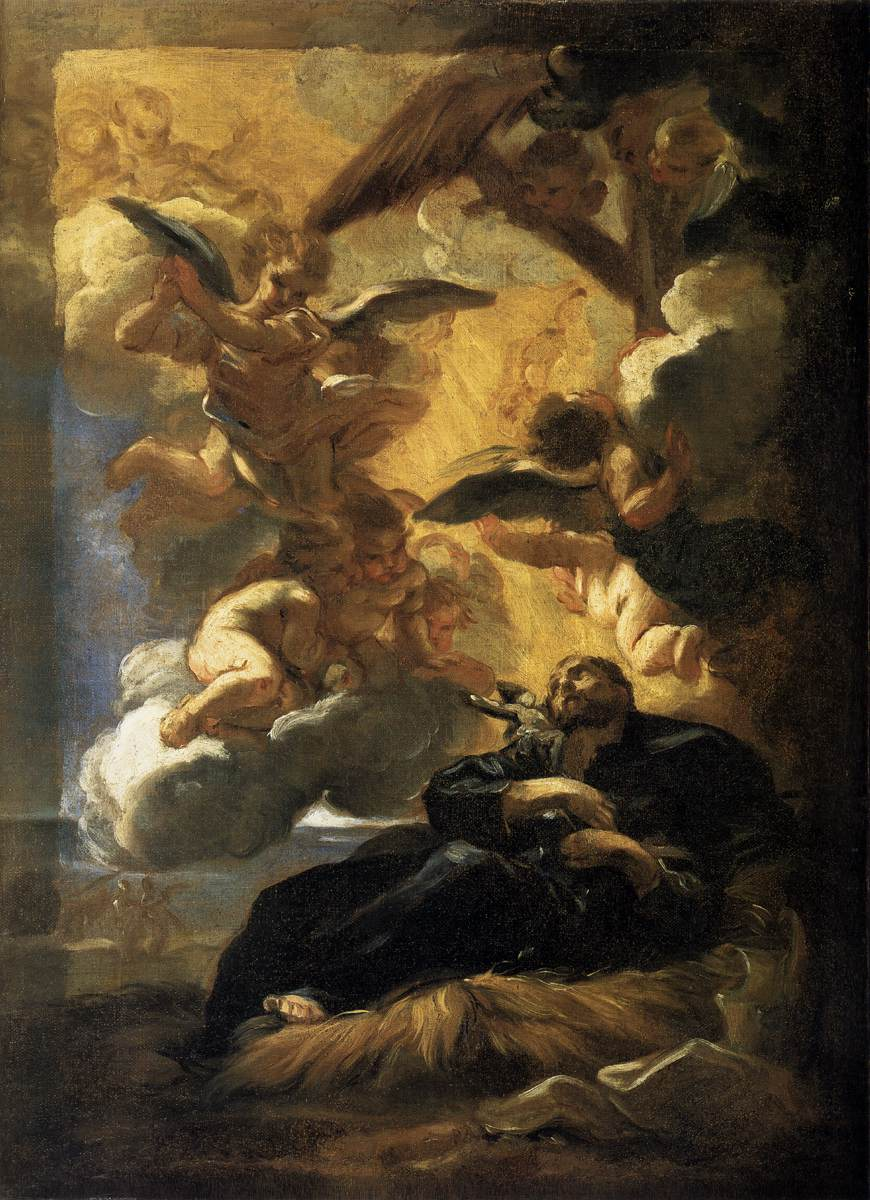
رؤية فرنسيس كسفاريوس؛ بريشة جيوفاني باتيستا جولي.

يشتهر فرنسيس كسفاريوس بعمله التبشيري، وبصفته منظمًا ورائدًا، وقد اشتهر بأنه قام بتحويل المزيد من الأشخاص أكثر من أي شخص آخر منذ بولس الطرسوسي. قال البابا بندكت السادس عشر عن كل من إغناطيوس دي لويولا وفرنسيس كسفاريوس: «ليس فقط تاريخهما كان متشابكًا لسنوات عديدة بين باريس وروما، ولكن الرغبة الفريدة والشغف الفريد، ويُمكن القول - انتقلت ودُعمت من خلال مختلف الأحداث: العمل من أجل إعلان إنجيل المسيح للشعوب التي تم تجاهلها». ومن خلال التشاور مع مسيحيي مار توما القدامى في الهند طور كسفاريوس اليسوعية التبشيرية. دفع نجاحه العديد من الأوروبيين إلى الانضمام إلى النظام اليسوعي، وأصبحوا مبشرين في جميع أنحاء العالم. جهوده الشخصية الأكثر تأثيراً على المسيحيين في الهند وجزر الهند الشرقية (أندونيسيا وماليزيا وتيمور). ولا يزال لدى الهند شبكة ملحوظة من البعثات اليسوعية، والعديد من المدارس الكاثوليكية.. وعمل كسفاريوس أيضًا على نشر المسيحية في الصين واليابان. ومع ذلك، بعد حملة اضطهادات تويوتومي هيده-يوشي وإغلاق اليابان في وقت لاحق للأجانب، اضطر مسيحيو اليابان للهرب تحت الأرض لتطوير ثقافة مسيحية مستقلة. وبالمثل، في حين ألهم كسفاريوس الكثير من المبشرين للذهاب إلى الصين، حيث تم إجبار المسيحيين الصينيين أيضًا للتعبد بشكل سري وتم تطوير ثقافة مسيحية خاصة بهم.

### العمل التبشيري
قبل وقت قصير من مغادرته، أصدر فرنسيس كسفاريوس تعليمات مشهورة للكاهن غاسبار بارايز والذي كان يغادر للذهاب إلى مملكة هرمز، وهي مملكة تقع على جزيرة في الخليج العربي:
 وإذا كنت ترغب في تحقيق الكثير من الثمار، سواء لأنفسك ولجيرانك، وللعيش في مواساة، تحدث مع الخطاة. هذه هي الكتب الحية التي ستدرس بها، سواء من أجل الوعظ أو من أجل عزاءك. لا أقول أنه لا ينبغي عليك في بعض الأحيان قراءة الكتب المكتوبة... لدعم ما تقوله ضد الرذائل مع سلطات الكتاب المقدس وأمثلة من حياة القديسين.
يقدّر الباحثون المعاصرون عدد الأشخاص الذين اعتنقوا المسيحية على يد فرنسيس كسفاريوس بنحو 30,000 شخص. ورغم أن بعض أساليب فرنسيس كسفاريوس قد تعرضت للانتقاد منذ ذلك الحين (فقد أجبر المتحولين على أخذ أسماء برتغالية ولباس الملابس الغربية، ووافق على اضطهاد الكنيسة الشرقية، واستخدم حكومة غوا كأداة تبشيرية)، إلا أنه نال الثناء أيضًا. لقد أصر على أن المبشرين أن يتكيفوا مع الكثير من العادات، وبالتأكيد اللغة، والثقافة التي يرغبون في التبشير بها. وعلى عكس المبشرين في وقت لاحق، دعم فرنسيس كسفاريوس رجال الدين الأصليين المتعلمين. على الرغم من أنه لبعض الوقت بدا أن عمله في اليابان قد تم تدميره لاحقًا بسبب الاضطهاد، اكتشف المبشرون البروتستانت بعد ثلاثة قرون أن حوالي 100,000 مسيحي ما زالوا يمارسون المسيحية سراً في منطقة ناغازاكي
كان لعمل فرنسيس كسفاريوس تأثيراً دائمًا في شرق إندونيسيا، وكان يُعرف باسم «رسول الهند» حيث كان يعمل في جزر الملوك بين عام 1546 وعام 1547 بين سكان أمبون وتيرنات وموروتاي، وأسس بعثات كاثوليكية مهمة دائمة. بعد أن غادر جزر الملوك، واصل آخرون عمله، وبحلول ستينيات القرن السادس عشر، كان هناك 10,000 من الرومان الكاثوليك في المنطقة، معظمهم في أمبون. وبحلول عام 1590 كان هناك ما بين 50,000 إلى 60,000 كاثوليكي.

## وصلات خارجية
- فرنسيس كسفاريوس على موقع الموسوعة البريطانية (الإنجليزية)
- فرنسيس كسفاريوس على موقع إن إن دي بي (الإنجليزية)

- التقويم اللاتيني الروماني:3 كانون الأول القديس فرَنسيس كسَفاريوس، الكاهن - الموسوعة العربية المسيحية: نؤمن بإله واحد
- St. Francis Xavier - Catholic Encyclopedia